# Clavell
|  | Pel peix de la família dels raids, vegeu Clavellada. |

Els clavells (Dianthus) són un gènere de plantes amb flor de la família de les cariofil·làcies. El gènere fou descrit per Carl von Linné l'1 de maig de 1753 a Species Plantarum 1: 409. L'espècie tipus és Dianthus caryophyllus L.

## Característiques
La majoria de les espècies d'aquest gènere es coneixen amb els noms comuns de clavell, clavellet, clavellina, clavelliner o clavellinera. Són originàries principalment d'Euràsia amb algunes espècies africanes i una espècie (Dianthus repens) a l'Amèrica subàrtica.
Generalment són plantes herbàcies perennes. Les fulles són de disposició oposada i simples. Les flors tenen cinc pètals. El fruit és una càpsula.
Les formes obtingudes per a jardineria tenen les flors molt més grosses i vistoses que les silvestres.

## Taxonomia
- Dianthus alpinus - clavellina alpina
- Dianthus amurensis
- Dianthus anatolicus
- Dianthus arenarius - clavellina de la sorra
- Dianthus armeria - clavellet salvatge
- Dianthus attenuatus (syn.- Dianthus pyrenaicus) - clavellina prima
- Dianthus barbatus - clavell de gitana, clavell de pom, pom d'amor
- Dianthus biflorus
- Dianthus brevicaulis - clavellet turc, clavellet de tija curta
- Dianthus brevistylus - clavell de pastor
- Dianthus broteri - clavell valencià
- Dianthus callizonus
- Dianthus campestris
- Dianthus capitatus
- Dianthus carthusianorum - clavell de la Cartoixa
- Dianthus caryophyllus - clavell
- Dianthus chinensis - clavell xinès
- Dianthus cruentus
- Dianthus deltoides - clavellet de la Santíssima Trinitat
- Dianthus erinaceus
- Dianthus freynii
- Dianthus fruticosus
- Dianthus furcatus
- Dianthus gallicus - clavellina de les Gàl·lies
- Dianthus giganteus
- Dianthus glacialis
- Dianthus gracilis
- Dianthus graniticus
- Dianthus gratianopolitanus - clavellina de Grenoble
- Dianthus haematocalyx
- Dianthus hispanicus - clavellina borda
- Dianthus knappii
- Dianthus lusitanus
- Dianthus microlepsis
- Dianthus monspessulanus - clavellina de Montpeller
- Dianthus myrtinervius - clavellina albanesa
- Dianthus nardiformis
- Dianthus nitidus
- Dianthus pavonius
- Dianthus petraeus
- Dianthus pinifolius
- Dianthus plumarius - clavellina de ploma, clavellet de Sant Isidre
- Dianthus pungens - clavellet picant
- Dianthus repens - clavellina boreal
- Dianthus rupicola - clavell de penyal
- Dianthus scaber - clavellina rugosa
- Dianthus seguieri - clavell de muntanya
- Dianthus scardicus
- Dianthus seguieri
- Dianthus simulans
- Dianthus spiculifolius
- Dianthus squarrosus
- Dianthus subacaulis
- Dianthus superbus - clavell superb
- Dianthus sylvaticus - clavell boscà
- Dianthus sylvestris - clavell de pastor
- Dianthus uralensis - clavellina dels Urals
- Dianthus vigoi - clavellet de Vigo
- Dianthus zonatus

## Galeria

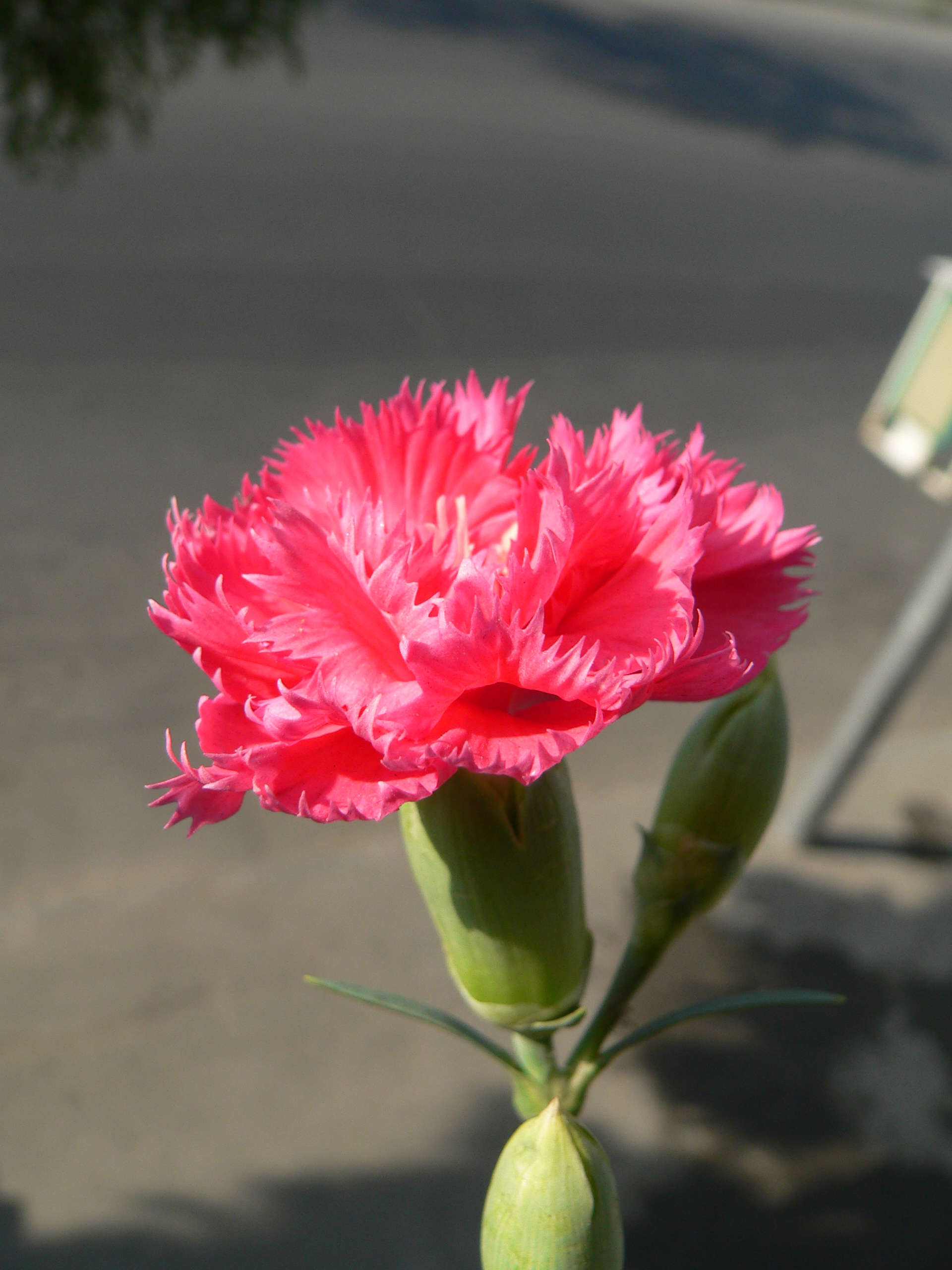
Clavell (Dianthus caryophyllus)
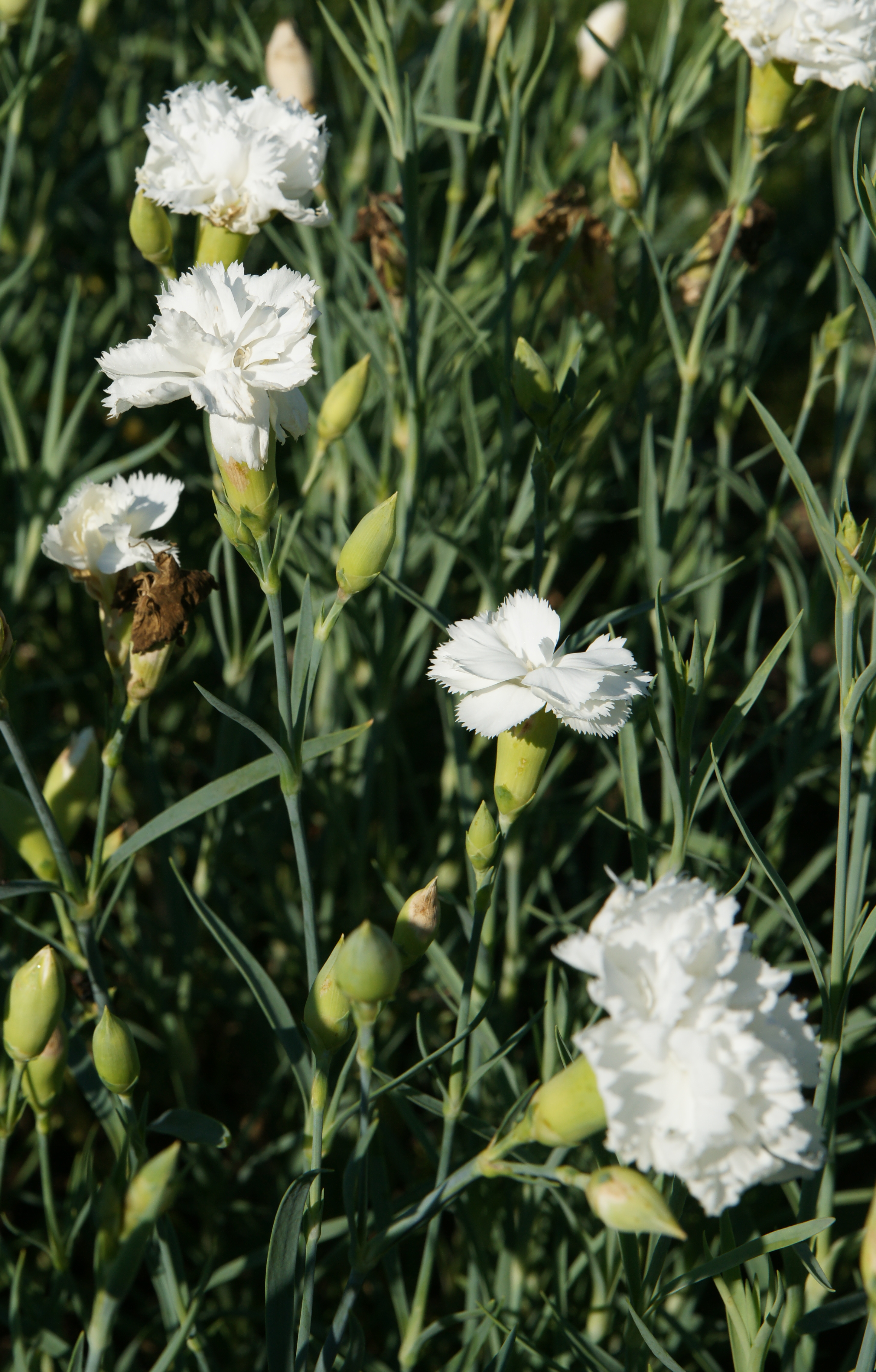
Clavells (Dianthus caryophyllus) blancs
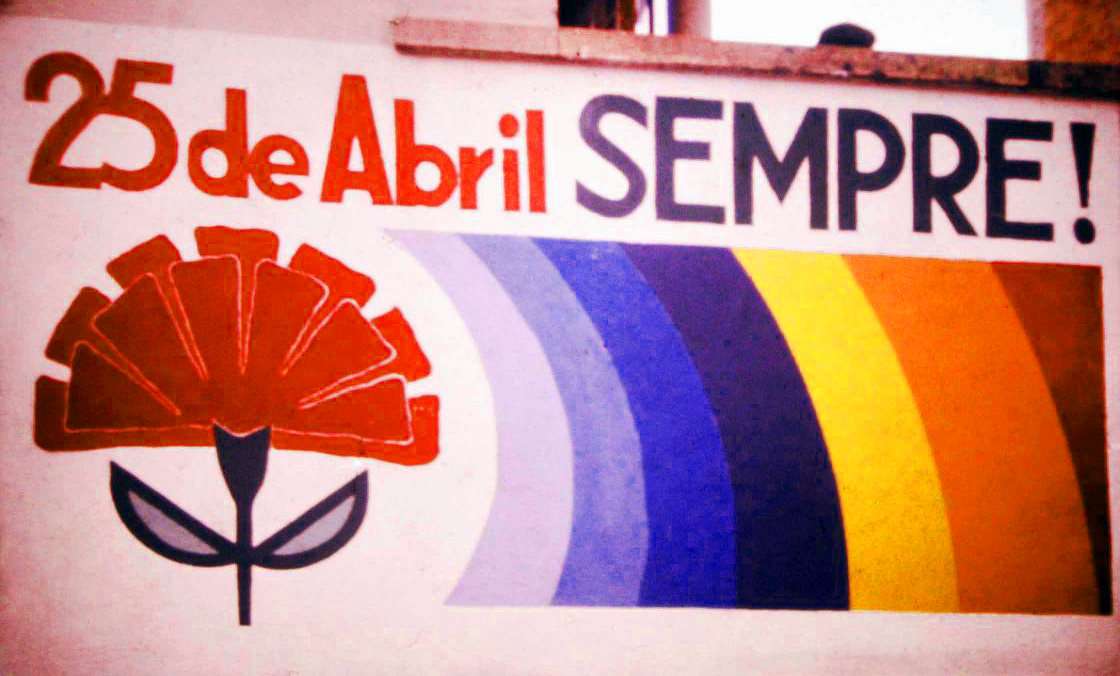
A Portugal el clavell és símbol de llibertat
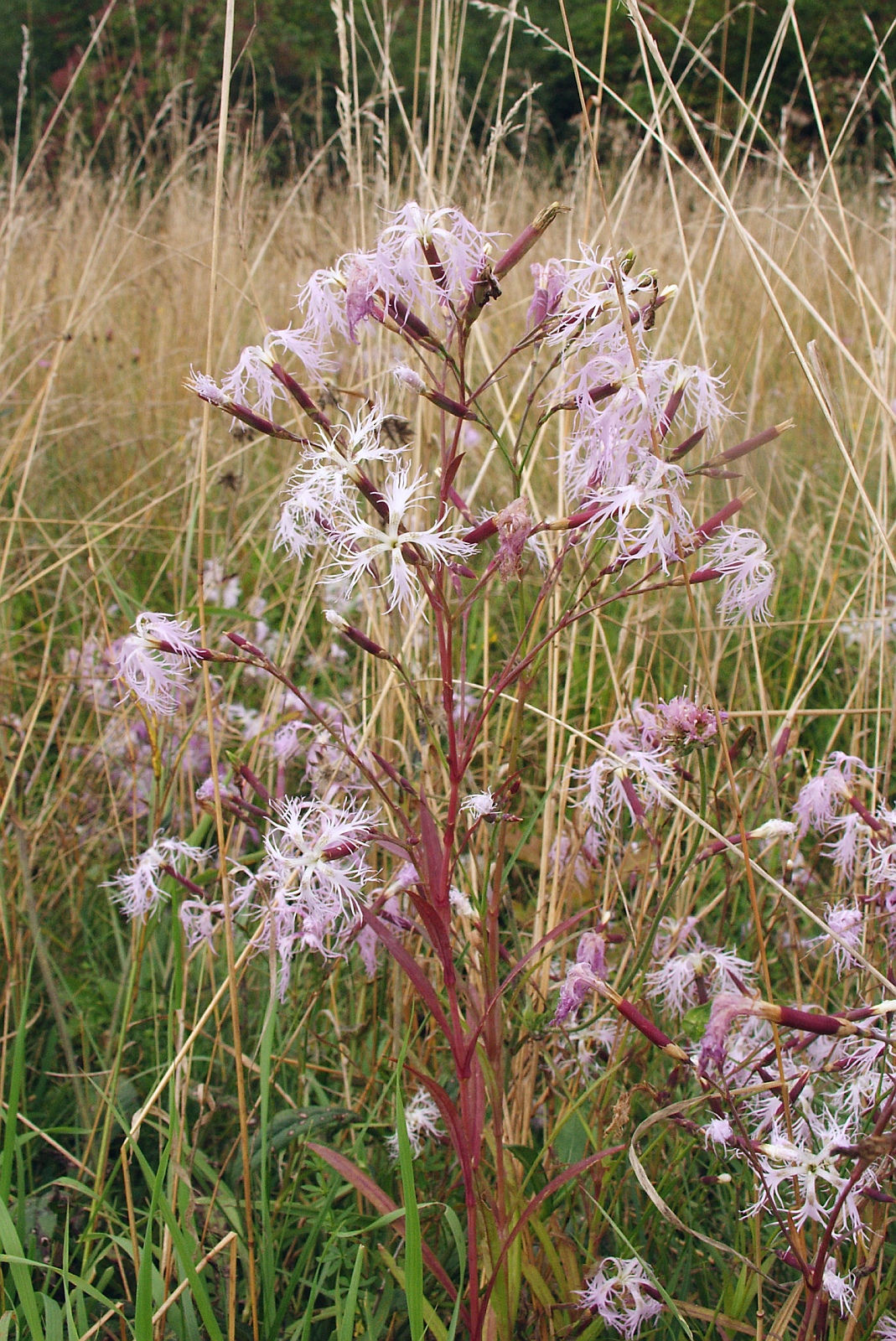
Dianthus superbus
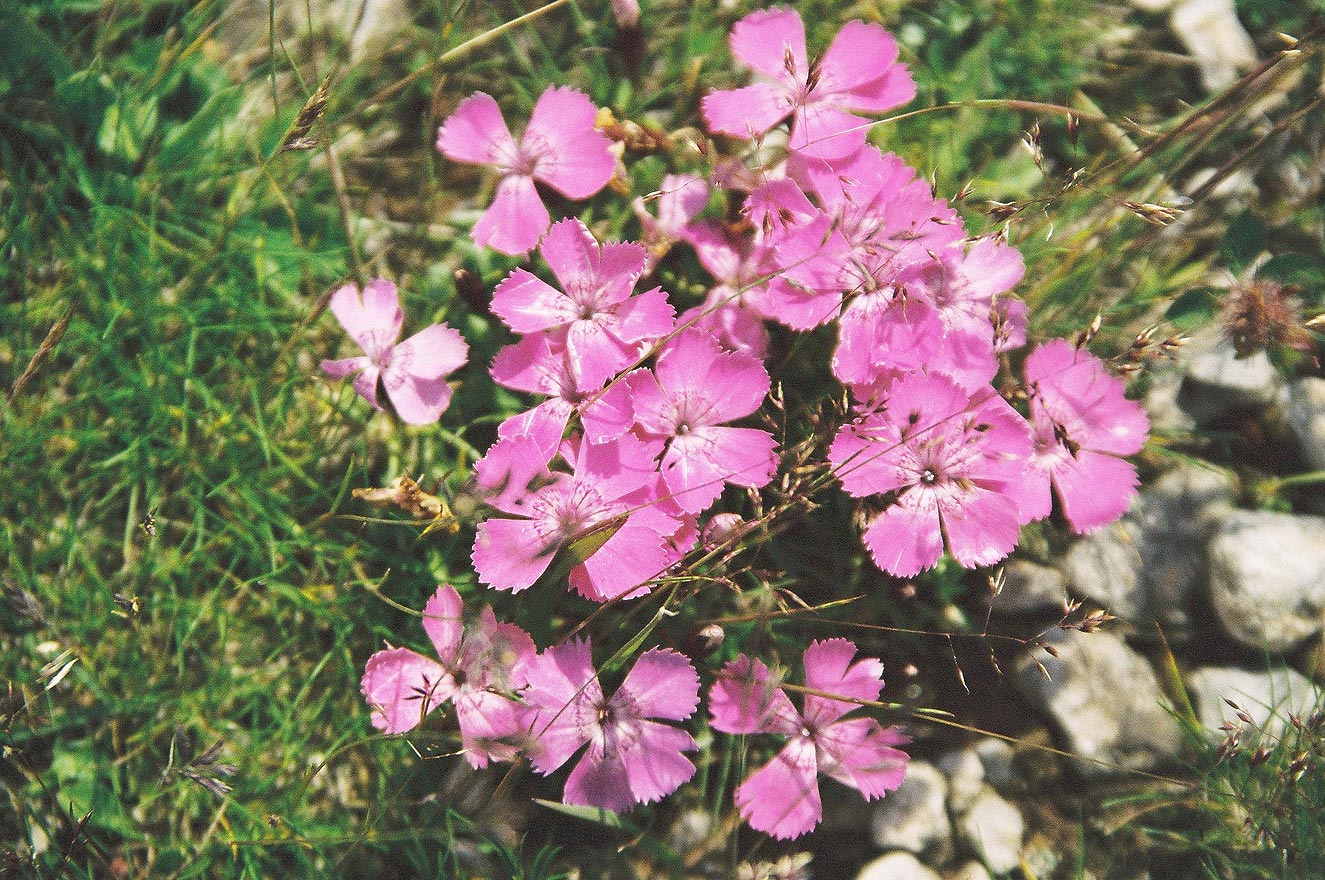
Clavellina alpina (Dianthus alpinus)
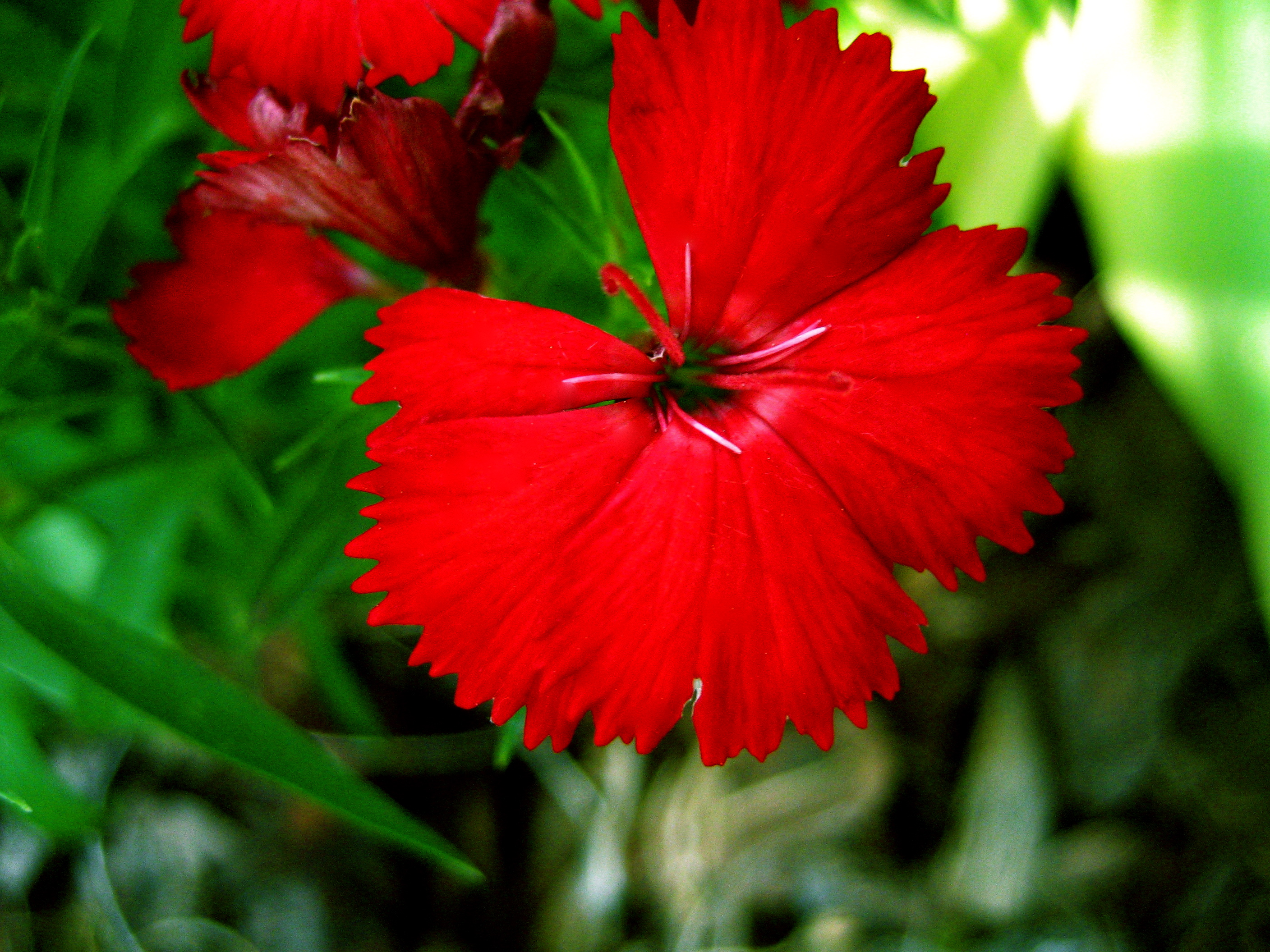
Clavell xinès (Dianthus chinensis)
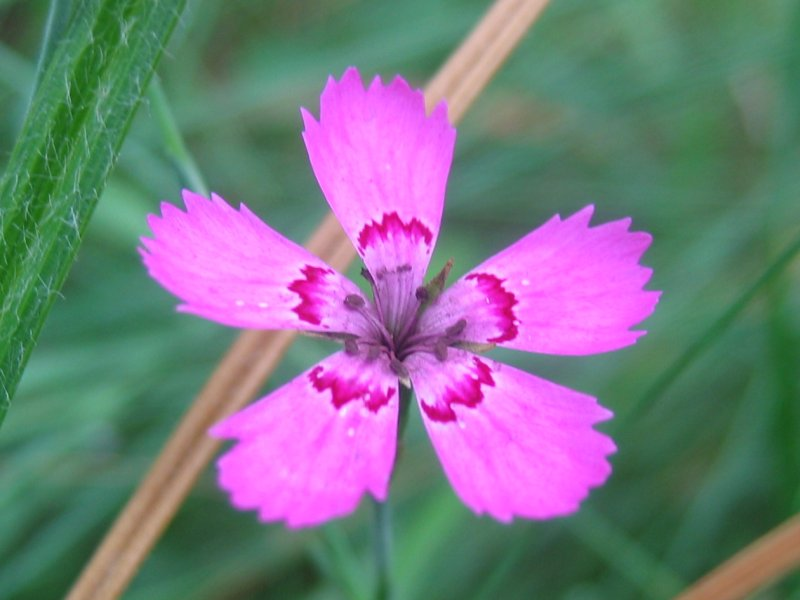
Clavellet de la Santíssima Trinitat (Dianthus deltoides)
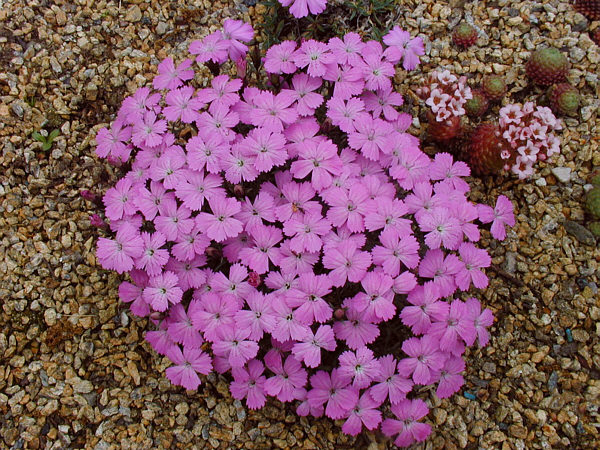
Mateta de clavellets turcs (Dianthus brevicaulis)
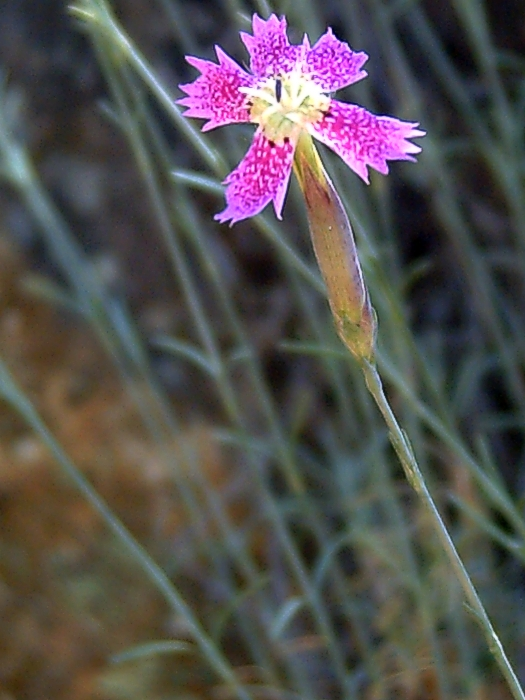
Dianthus lusitanus
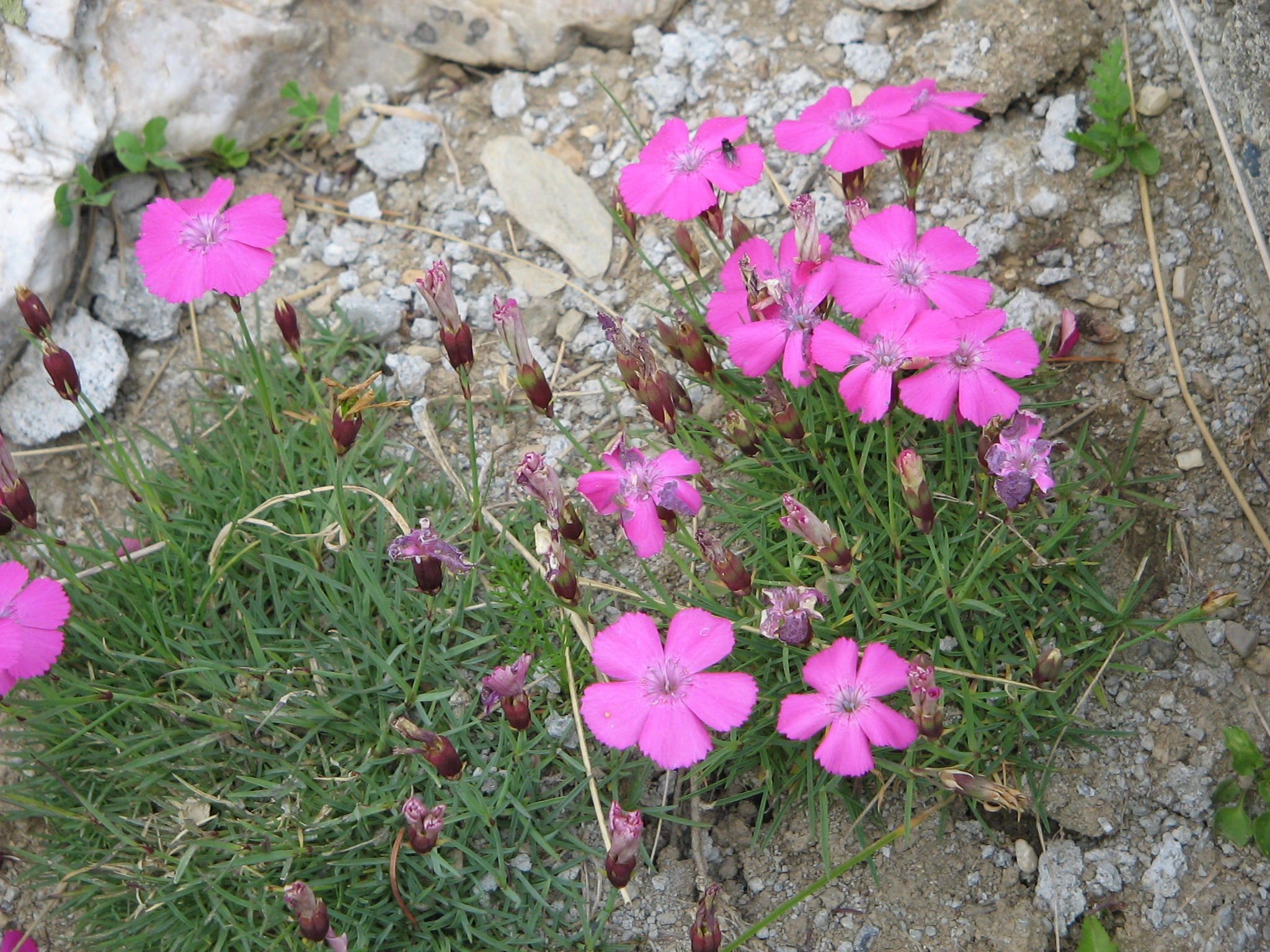
Dianthus pavonius
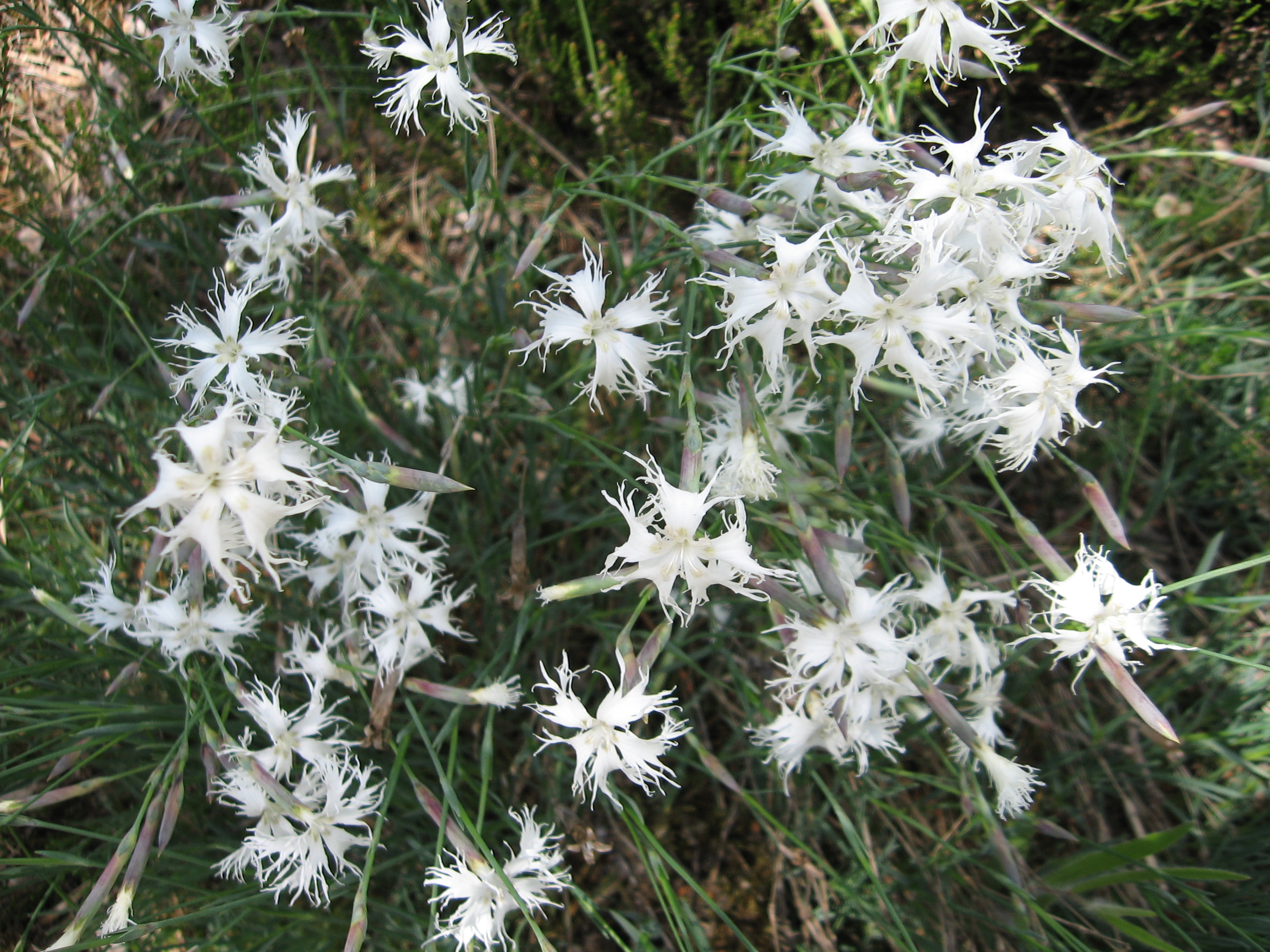
Clavellina de la sorra (Dianthus arenarius)